# 蒙古國交通

## 鐵路
蒙古國鐵路運營總里程為1815公里。主要鐵路線蒙古縱貫鐵路連結西伯利亞鐵路，由俄羅斯烏蘭烏德開始，途經蒙古國首都烏蘭巴托至中國二連浩特和烏蘭察布，蒙古國境內總長約為1110公里。這條鐵路有一些支線。烏蘭烏德至二連段軌距是1.520米。

## 道路
蒙古國內有2,600公里的道路是已鋪平的，包括烏蘭巴托至俄羅斯或中國的邊境，過有由烏蘭巴托至Kharkhorin和阿爾拜赫雷和一部分平行路由倫至Dashinchilen。其他的3,900公里是碎石路。

## 水路
蒙古國為一內陸國，故沒有大型海港，而1991年8月26日，中国和蒙古在乌兰巴托签署《关于蒙古通过中国领土出入海洋和过境运输的协定》，指定天津港为蒙古货物通过中国领土出入海洋的港口。
蒙古国河湖水路總長度580公里，但只有庫蘇古爾湖航道曾被廣泛使用，设有过库苏古尔湖水路局。蒙古國長年氣溫偏低，湖泊和河流会于冬季结冰，通常在5月至9月才可通航。

## 航空交通

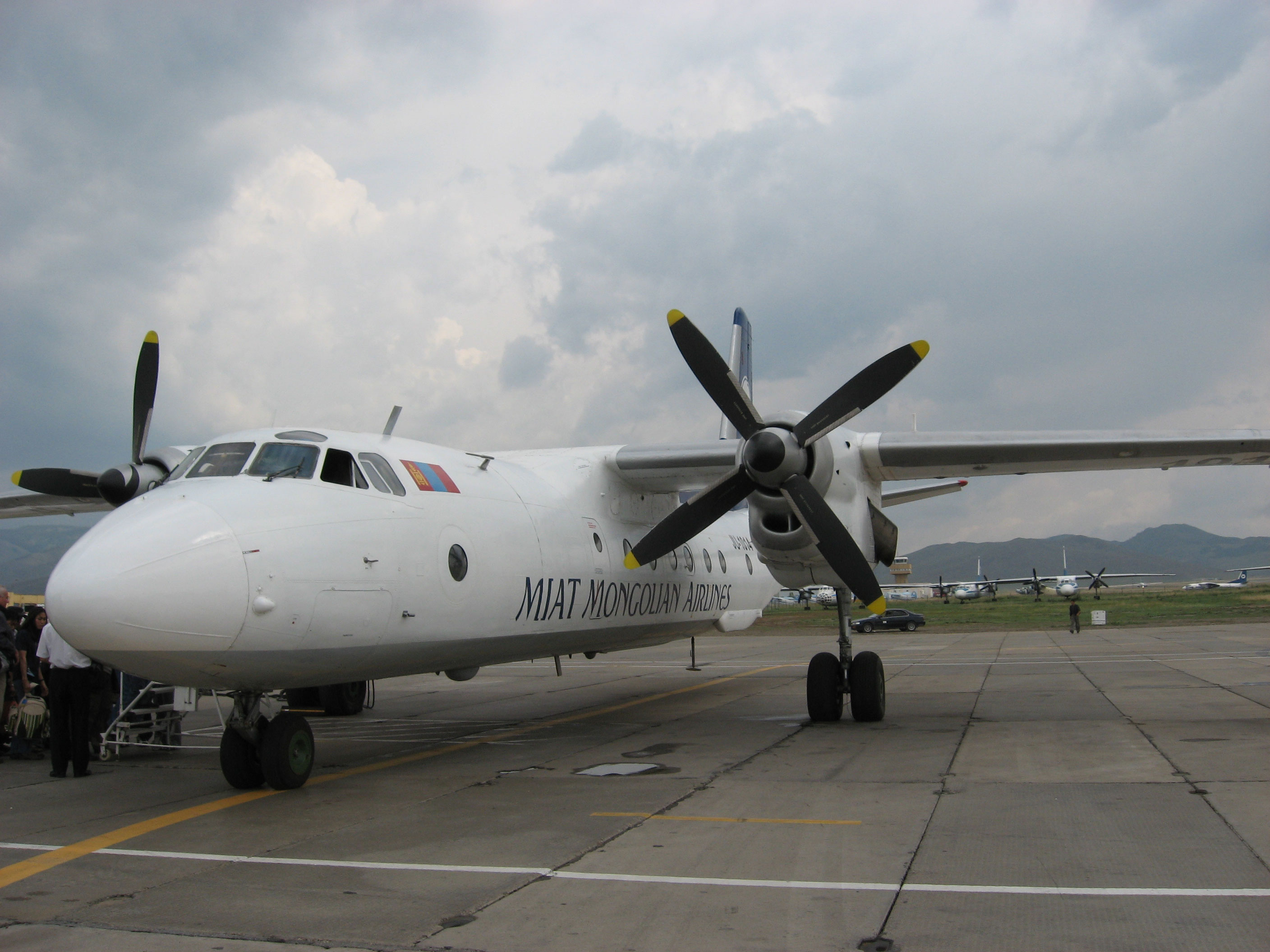
MIAT蒙古航空安東諾夫An-26在成吉思汗國際機場

在2006年，蒙古國共有44個機場。共中12個的跑道已鋪平。在12個的跑通已鋪平當中，10是長介乎2,438米至3,047米，其他是814米至1,523米。
在共餘32個機場中都是跑道未鋪平的，其中2個是長於3,047米，3個長介乎2,438米至3,047米，24個長介乎1,524米至2,437米，2個長介乎1,524米至2,437米，還有一個是短於914米。
蒙古國共有一個直升機場。

### 航空公司
蒙古國國內航空公司包括：
- MIAT蒙古航空
- 蒙古航空
- Eznis航空

蒙古國國內航空港包括：
- 蒙古國機場列表